# Mike Hedges
Mike Hedges (* 1953 in Nottingham, England) ist ein britischer Toningenieur und Musikproduzent. Er wurde bekannt durch Produktionen für die frühen Gothic/Wave-Bands The Cure, Bauhaus, die Associates, Siouxsie and the Banshees und The Creatures. Seine Produktionen für diese Bands prägten den Sound des Gothic Rock. In der britischen Musikszene hinterließ er durch seine Produktionen für Marc Almond, Everything but the Girl und The Beautiful South in den 1980er Jahren und für die walisischen Manic Street Preachers sowie die schottischen Texas und Travis in den 1990er Jahren deutliche Spuren.

## Leben
In England geboren und im afrikanischen Sambia aufgewachsen, kehrte Hedges im Alter von 16 Jahren nach Großbritannien zurück, um Musik zu machen. Mitte der 1970er Jahre wechselte er als Aushilfe zu den Londoner Morgan Studios, wo er innerhalb von drei Monaten vom Teaboy zum Bandmaschinenbediener (tape operator) aufstieg. Zu seinen ersten Arbeiten als Assistenzingenieur zählen die Album Central Heating der Band Heatwave und The Mafia Stole my Guitar von Alex Harvey und die ersten Singles der Band The Cure (u. a. Killing an Arab, Jumping Someone Else’s Train).
In der Folge produzierte für das Label Fiction Records deren Bands The Cure und The Associates. Für The Cure betreute er noch als Toningenieur das Debütalbum Three Imaginary Boys und als Produzent die beiden Alben Seventeen Seconds und Faith. Für The Associates betreute er die Alben Affectionate Punch, Fourth Drawer Down und Sulk.
1981 gab er seine Tätigkeit in den Morgan Studios auf, machte sich selbständig und eröffnete sein eigenes Playground Studio. Zu dessen Kunden zählten Siouxsie and the Banshees und das Nebenprojekt The Creatures, Southern Death Cult und Pete Wylie. Für Siouxsie and the Banshees produzierte er Kiss in the Dreamhouse, Nocturne, Hyaena, Through the Looking Glass und Peepshow sowie Feast und Boomerang von The Creatures. Andere Bands, die im Playground aufnahmen, waren The Undertones um Feargal Sharkey, Everything but the Girl und The Beautiful South.
1985 begann Hedges eine langjährige Zusammenarbeit mit Marc Almond, der mit Soft Cell bekannt geworden war. Hedges produzierte für Some Bizzarre mit Almond die Alben Vermin in Ermine, Stories of Johnny, Mother Fist and Her Five Daughters. Für The Beautiful South produzierte er in dieser Zeit die Alben Welcome to the Beautiful South und Choke.
1992 wollte er sich aus dem Musikbusiness zurückziehen und ließ sich in Frankreich nieder, um wenige Monate später in der Normandie das Studio Chateau de la Rouge Motte einzurichten. In diesem Studio entstanden unter Hedges Regie in der zweiten Hälfte der 1990er Jahre mehrere Alben der Manic Street Preachers und der Bands Travis, Lush und Texas. In dieser Zeit wurde Hedges viermal in der Kategorie Producer of the Year für den Grammy nominiert, unterlag aber dreimal Babyface und je einmal Rob Cabvallo und Walter Afanasieff.
Bei zahlreichen seiner von ihm produzierten Alben arbeitete er mit dem irischen Toningenieur Ger McDonnell zusammen.

## Diskografie (Auswahl)
- 1979: Three Imaginary Boys, The Cure (Fiction)
- 1980: Affectionate Punch, The Associates (Fiction)
- 1980: Seventeen Seconds, The Cure (Fiction)
- 1981: Faith, The Cure (Fiction)
- 1981: Fourth Drawer Down, The Associates (Situation Two)
- 1982: Sulk, The Associates (Beggars Banquet)
- 1982: Kiss in the Dreamhouse, Siouxsie and the Banshees (Polydor)
- 1983: Nocturne, Siouxsie and the Banshees (Polydor)
- 1983: Feast, The Creatures (Wonderland)
- 1983: Sin of Pride, The Undertones (Sire)
- 1984: Vermin in Ermine, Marc Almond (Some Bizzarre)
- 1984: Hyaena, Siouxsie and the Banshees (Polydor)
- 1984: A Word to the Wise Guy, Wah! (Beggars Banquet)
- 1984: Arrive Without Travelling, Three O’Clock (IRS)
- 1985: Stories of Johnny, Marc Almond (Some Bizzarre)
- 1986: Baby the Stars Shine, Everything but the Girl (Sire)
- 1987: Through the Looking Glass, Siouxsie and the Banshees (Polydor)
- 1987: Drop, The Shamen (Communion)
- 1987: Mother Fist and Her Five Daughters, Marc Almond (Some Bizzarre)
- 1988: Peepshow, Siouxsie and the Banshees (Polydor)
- 1989: Boomerang, The Creatures (Polydor)
- 1989: Welcome to the Beautiful South, The Beautiful South (Go)
- 1990: Choke, The Beautiful South (Go)
- 1990: I Want Too Much, A House (Reprise)
- 1994: Burger Habit, Sensation (550 Music)
- 1994: Split, Lush (4AD)
- 1995: Mute, The Catchers (Discovery)
- 1995: Fantastic Star, Marc Almond (Some Bizzarre)
- 1996: No More Apologies, A House (Setanta)
- 1996: Everything Must Go, Manic Street Preachers (Sony)
- 1997: White on Blonde, Texas (Mercury)
- 1997: Further, Geneva (Work)
- 1998: This Is My Truth Tell Me Yours, Manic Street Preachers (Virgin)
- 1999: The Man Who, Travis (Independiente)
- 2000: All That You Can’t Leave Behind, U2 (Island)
- 2001: Know Your Enemy, Manic Street Preachers (Epic)
- 2002: A1, A1 (Columbia)
- 2003: Life For Rent, Dido (Arista)
- 2003: Another Day, Lene Marlin (Virgin)
- 2005: Robert Post, Robert Post (Mercury)
- 2007: Selfish Jean, Travis (Independiente)
- 2008: The Priests, The Priests (Epic)
- 2009: Harmony, The Priests (Epic)